# Tiro del Pichón
El camp del Tiro del Pichón ("Tir al colomí", en català), també anomenat Campo del Retiro, Campo de la Rana, o Campo de Estrada, va ser un camp de futbol de Madrid, ubicat molt a prop del Parque del Retiro.
Va ser el primer camp del Madrid, entre 1901 i 1902. Com que aquells anys no era un club oficial, hi jugava partits amistosos. Posteriorment, l'equip que hi va jugar principalment va ser l'At. Madrid, que van utilitzar-lo entre 1902 i 1913, abans de traslladar-se al Campo de O'Donnell (on van jugar entre 1913 i 1923).
Al camp del Tiro del Pichón s'hi han jugat tres finals de la copa del rei de futbol: la de 1904, la de 1905 i la de 1910.